# Weihnachten auf der Lindwurmfeste
Weihnachten auf der Lindwurmfeste (untertitelt mit oder Warum ich Hamoulimepp hasse) ist ein im November 2018 erschienener Briefroman von Walter Moers, welcher wie seine Vorgänger auf dem fiktiven Kontinent Zamonien angesiedelt ist. Wie bereits Prinzessin Insomnia & der alptraumfarbene Nachtmahr wurde er von Lydia Rode illustriert. Er besteht aus einem Brief von Hildegunst von Mythenmetz an den Eydeeten Hachmed Ben Kibitzer über das unserem Weihnachtsfest ähnliche Hamoulimepp. Moers gibt an, den von Hildegunst von Mythenmetz geschriebenen Brief lediglich aus dem Zamonischen übersetzt zu haben, Hachmed Ben Kibitzer ist auch schon aus den Buchhaim-Romanen bekannt.

## Inhalt
In dem Brief beschreibt der Autor das drei Tage umfassende und am Jahresende abgehaltene Fest Hamoulimepp und seine beiden namengebenden Figuren Hamouli und Mepp. Das Brauchtum, welches in seiner Heimat, der Lindwurmfeste, sehr beliebt ist, wird von Mythenmetz hingegen größtenteils gehasst und in seinem Brief kritisch dargestellt. Daneben schweift er immer wieder in Beschreibungen der Lindwurmtradition und -lebensweise ab.
Hildegunst von Mythenmetz befindet sich zu der Zeit, in der er den Brief verfasst, auf der Insel Eydernorn zur Kur und konnte so den alljährlichen Hamoulimepptraditionen entfliehen, welche er seinem Freund Hachmed Ben Kibitzer beschreibt. Das Fest beruht auf den beiden Figuren Hamouli und Mepp, welche in ihrer Erscheinung je nach Überlieferung stark abweichen. Dabei ist Mepp stets dem Hamouli untergeordnet und dient dazu, den Kindern Angst zu bereiten und sie mit der Rute zu züchtigen. Das Fest findet seinen Höhepunkt mit der Übergabe der Geschenke von Hamouli an die artigen Kinder.
Sein Vertrauen, so beschreibt der Autor, wurde stark erschüttert, als sein Dichtpate Danzelot von Silbendrechsler ihm offenbarte, dass die Legende nicht wahr ist und die Geschenke von Erwachsenen gekauft und verschenkt wurden. Deshalb fällt es ihm noch heute schwer, Vertrauen in Mythen zu legen, wie beispielsweise den um den gigantischen Diamanten, der im Herzen der Lindwurmfeste verborgen sein soll. Des Weiteren hinterfragt er den pädagogischen Wert dahinter, den Kindern nicht den Wert der von den Eltern erkauften und verdienten Geschenke zu vermitteln, und die Tradition, die Geschenke in den Eiern von Felsengeiern zu verpacken, was zur Dezimierung der Spezies führt.
Als Fortsetzung der Tradition wurde der Hamoulimeppwurm eingeführt, welcher, verkörpert von mehreren erwachsenen Lindwürmern, singend von Tür zu Tür zieht, um in jedem Haus auf ein alkoholisches Getränk eingeladen zu werden. In der Legende hingegen kommt der Wurm gemeinsam mit Hamouli und Mepp durch den Kamin in das Haus, um die gemeinsam mit den Hamoulimeppwurmzwergen angefertigten Geschenke zu überbringen. Diese leben im Inneren der Lindwurmfeste und wurden laut Mythenmetz nur erfunden, um die Logiklücke zu schließen, dass niemand alleine so viele Geschenke anfertigen könne.
Ein weiterer wichtiger Punkt der Tradition ist das Freilichttheaterstück, welches mit Musik unterlegt auf einer Terrasse der Lindwurmfeste aufgeführt wird. Er beschreibt dieses als langweilig, zu lang und von schlechter musikalischer und literarischer Qualität.
Allerdings verteufelt er nicht alle Traditionen von Hamoulimepp; im Speziellen stellt er vier Punkte heraus, die ihm persönlich sehr gut gefallen. Als erstes ist dies die Tradition, Gedichte auf die Häuser von Lindwurmfesteschnecken zu schreiben, außerdem die Tradition des Bücher-Räumaus, bei dem jeder Bücher vor die Tür stellt, die er aussortiert hat, wodurch ein die ganze Stadt umfassender, kostenloser Bücherbasar entsteht. Auch das Essen, das zum Fest besonders ausgefallen und üppig ist, und das große Abschlussfeuerwerk, welches mit Sandstaubraketen durchgeführt wird, stellt er positiv heraus.
Das Buch endet mit einem kurzen Abschiedsgruß.

## Stil
Erstmals für Moers’ Zamonienromane handelt es sich nicht um einen (auto)biographischen Roman oder ein Märchen, sondern um einen Briefroman. Dabei besitzt das Buch keine direkte Handlung oder Entwicklung der Geschichte, hingegen beschreibt es verschiedene Facetten des Festes und Traditionen der Lindwürmer.
Der Text selber ist, verglichen mit Moers’ sonstigen Werken, nur spärlich bebildert, dafür wurden ihm allerdings 16 farbige taxonomische Tafeln angefügt, auf die im Text verwiesen wird. In der Erstausgabe enthält das Buch außerdem eine siebenseitige Leseprobe des für Frühjahr 2019 angekündigten Buches Der Bücherdrache.

## Hintergrund
Am 5. März 2018 kündigte Walter Moers das Erscheinen des Buches an, womit er (zum Unmut seiner Fans) die schon seit langem angekündigten Projekte Das Schloss der träumenden Bücher, den dritten Teil der Buchhaim-Reihe, und Die Insel der Tausend Leuchttürme weiter aufschob.

### Textausgaben
- Weihnachten auf der Lindwurmfeste. Penguin, München 2018, ISBN 978-3328600718. Gebundene Ausgabe.

### Hörbuch
- Weihnachten auf der Lindwurmfeste. der Hörverlag, Hamburg 2018, ISBN 978-3844530612, gelesen von Andreas Fröhlich.